# سفارت گواتمالا در واشینگتن
سفارت گواتمالا در واشینگتن (به انگلیسی: Embassy of Guatemala) یک سفارت در ایالات متحده آمریکا است که در واشینگتن، دی.سی. واقع شده‌است.